# Exif
Az Exif olyan információk gyűjtőneve, amit jellemzően a digitális fényképezőgépek használnak és az általuk készített képfájlban tárolnak. Célja a fénykép módosítása nélkül olyan információk elhelyezése a képfájlban digitális formátumban, amik a kép készítésének körülményeit írják le.
A specifikációt a már korábban is létező JPEG, TIFF Rev. 6.0, és RIFF WAV fájlformátumok használják fel, speciális metaadatok hozzáadásával. (Az Exif specifikációt a JPEG 2000, PNG és GIF fájlformátumok nem használják).

## Háttér
Az Exif-et a Japan Electronic Industries Development Association (JEIDA) hozta létre 1998-ban.
A 2.1 verzió 1998. június 12-én, a 2.2 verzió 2002 áprilisában (ez Exif Print néven is ismert), a legújabb 2.3 verzió pedig 2010 áprilisában jelent meg.
Bár a specifikációt sem ipari, sem szabványügyi szervezet nem tartja karban, a fényképezőgép-gyártók széles körben alkalmazzák, használata általánosan elterjedt.
A metaadatok által lefedett információk sok mindenre kiterjednek:
- Dátum és idő
- A fényképezőgép beállításai a kép készítésekor. Magában foglalja a gép statikus adatait (például gyártó neve, géptípus), valamint a kép készítője által végzett beállításokat (például rekesznyílás, záridő, ISO érték)
- A kép orientációja (fekvő vagy állított), aminek segítségével a képnéző programok helyes forgatással jeleníthetik meg
- A kép készítésének földrajzi helye (csak a GPS-szel felszerelt készülékeken)
- A kép bélyegméretű mása. Ezt maga a fényképezőgép LCD-je is használja, továbbá külső képnéző programok
- Leírások és szerzői jogi információk.

## Műszaki fájlinformációk
Az Exif adatok struktúrája a TIFF formátumon alapul. Néhány képspecifikus tulajdonságban átfedés van a TIFF, az Exif, a TIFF/EP és a DCF szabványok között.
A leíró adatok tekintetében átfedés van az Exif és az IPTC adatok között (ez utóbbit is be lehet JPEG fájlba ágyazni).
Az Exif információkat a JPEG „APP1” jelű applikációs szegmensében tárolják (a szegmens markere: 0xFFE1), ami valójában egy teljes TIFF képet tárol.
TIFF-ben való felhasználása esetén (ebbe a beágyazott TIFF fájlt is beleértve), a „TIFF Private Tag” (0x8769) meghatároz egy „sub-Image File Directory (IFD)” nevű struktúrát, ami az Exif specifikus TIFF tagokat tartalmazza.
Ezen kívül az Exif meghatároz egy GPS sub-IFD-t (TIFF Private Tag 0x8825), ami a földrajzi koordináták információit tartalmazza, valamint egy „Interoperability IFD”-t a sub-IFD-n belül (Exif tag 0xA005).

## Földrajzi hely rögzítése
2008-ban még csak kevés fényképezőgép tartalmaz beépített GPS vevőt, aminek a segítségével a földrajzi koordinátákat a kép készítésekor magában a képfájlban rögzíteni lehet.
A földrajzi koordinátákat azonban bármely JPEG fájlhoz hozzárendelhetjük egy számítógép és a megfelelő szerkesztőprogram segítségével. Ehhez vagy egy különálló, kézi GPS vevő által rögzített „track” (azaz nyomjelző) információkat használunk fel, amivel a képfájlhoz a GPS adatok időbélyege alapján rendeljük hozzá a földrajzi koordinátákat, vagy egy térképező programon határozzuk meg szemmel a kép készítésének helyszínét és onnan olvassuk le a koordinátákat.
Az első módszert célszerűen egy program hajtja végre, ami automatikusan elvégzi a hozzárendelést, a második eset emberi beavatkozást igényel minden egyes kép esetén, ezért csak kevés fénykép esetén vagy a másik módszer híján ajánlható.
A fenti eljárást, aminek során földrajzi koordinátákat rendelünk hozzá egy képhez, geokódolásnak (geocoding) vagy geotagging-nak, „geo-címkézés”-nek nevezzük.

## Programtámogatás
Az újabb képszerkesztő és képnéző programok támogatják az Exif adatok megjelenítését, egyesek a módosítását is.
Régebbi programoknál előfordulhat, hogy ezeket az információkat nem tudják megjeleníteni, rosszabb esetben felülírják azokat.

## Lehetséges problémák
Amellett, hogy hivatalosan nincs karbantartva, az Exif formátum alkalmazása több szempontból problémás lehet.
- Az Exif-nek TIFF-ből való származása és az offset pointerek alkalmazása azzal jár, hogy az Exif információk a képfájlban néha szétszóródva találhatók meg, ami azzal a veszéllyel jár, hogy egy képszerkesztő program, ami mentéskor módosítja a fájlstruktúrát, felülírhatja azokat az információkat, amiket nem ismer föl.
- A szabvány meghatároz egy MakerNote tag-ot, ami megengedi a fényképezőgép-gyártók számára bármilyen üzenet beszúrását. Ezt a lehetőséget a gyártók egyre inkább arra használják fel, hogy az Exif által nem definiált adatok tömkelegét helyezzék el itt, mint például: fényképezési-mód, szerkesztési információk, sorozatszám, stb. Mivel az ebben a mezőben tárolt adatok formátuma a gyártótól függ, ezeket nehéz más programokkal kiolvasni vagy megőrizni. Néhány gyártó az információk egy részét kódolva tárolja (például a Nikon az objektívre vonatkozó részletes adatokat)[1]
- A szabvány csak TIFF vagy JPEG fájlokat enged meg, nincs lehetőség a képérzékelő által rögzített nyers (raw) kép használatára. Ez a gyártókat saját nyersformátumok kitalálására ösztönözte, amik nem kompatibilisek egymással és a képszerkesztő programokat is fel kell készíteni az ilyen formátumok egyenkénti kezelésére. A helyzet megoldására az Adobe Systems kifejlesztette a DNG formátumot (egy TIFF-en alapuló nyerskép), abban a reményben, hogy a gyártók ezt szabványként el fogják fogadni.
- Az Exif szabvány a színmélységet 24 bitben állapítja meg.[2] Ugyanakkor több korszerű kamera már 36 bitet használ pixelenként egy képpont színeinek leírására. Mivel az Exif szabvány ezt nem tudja kezelni, a gyártók ezt is a saját formátumukban tárolják.
- Egyes fényképezőgépek mozgókép tárolására is alkalmasak, az Exif ezeket nem ismeri.
- A lapolvasók (szkenner) információinak nincs helye az Exif adatok között, pedig a felhasználás szempontjából ugyanolyan hasznos lenne ismerni a képfelbontás, a színmélység, a gyártó, a készüléktípus és egyéb információkat.
- A képszerkesztő programok néha elmulaszthatják a bélyegméretű kép kicserélését a kép mentésekor, ezért a felhasználó később, a kép kis méretben való megtekintésekor nem mindig a tényleges képet látja. Ez személyiségi jogi problémákat is felvet.[3]
- Az Exif metaadatok mérete 64 kB-ban van korlátozva a JPEG képekben, mivel a specifikáció szerint ezeknek egyetlen JPEG APP1 szegmensen belül kell lenniük. Bár a FlashPix kiterjesztés megengedi az adatok több JPEG APP2 szegmensen való átnyúlását, ezt a kiterjesztést nem mindenki használja. Néhány gyártó a fényképezőgép kijelzőjén mutatott előképet a saját formátumában tárolja. Ezek a nem-szabványos formátumok elvesznek, ha a felhasználó külső képszerkesztő programot használ, és olvashatatlanná tehetik a képet a fényképezőgép számára.
- Mivel az időinformáció a helyi időre vonatkozik, de nincs mód az időzóna tárolására, így az időinformáció nem egyértelmű.
- Nincs adatmező a fényképezőgép tájolási irányának tárolására.

## Versenytársak
Az Adobe cég által kifejlesztett Extensible Metadata Platform (XMP) átgondoltabb metaadat formátumot kínál a fényképezőgépek, a képfájlok és a képszerkesztő programok számára, azonban a gyártók ezt a formátumot egyelőre nem használják.

## Az Exif adatok megjelenítése és módosítása

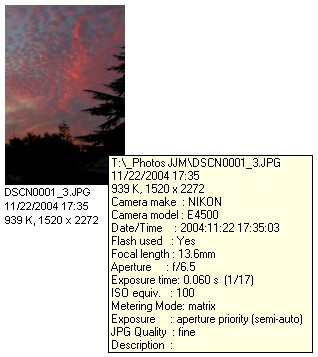
Egy kép és néhány Exif-adata

A Windows XP és a későbbi Microsoft rendszerek a jobb egérgomb lenyomásakor megjelenő helyi menüben a „Tulajdonságok”-nál mutatják az Exif információk egy részét (az „Összefoglaló”-nál). Azonban az adatok megváltoztatása más adatok törlésével járhat, ezért inkább az ennél megbízhatóbb programok, mint például az Exif Harvester ajánlható erre a célra.
Mac OS X 10.4 és későbbi rendszerekben az információkat a Finder / Get Info / More Info részben találjuk meg.
Unix-szerű és Linux rendszereken a GNOME ablakozóban a képfájlon való jobb egérgomb lenyomása után a Tulajdonságoknál látszanak az Exif információk. A KDE ablakozóban szintén a fájl Tulajdonságainál láthatók az Exif infók a „Meta info” alatt. A legtöbb Unix képnéző a teljes Exif adatlistát meg tudja jeleníteni.
Sok szoftveres eszköz létezik, amik az Exif adatok megjelenítését vagy módosítását lehetővé teszik. Sok eszköz különálló programként létezik, mások a böngészőprogramokba épülnek be, és csak a böngészőn belül használhatók.
Néhány ingyenesen használható program:
- Opanda IExif Viewer (különálló és böngészőbe beépülő verzióban is létezik)
- FxIF Viewer (Firefox beépülő)
- Exif Viewer [5] (macOS alkalmazás)
- az Opera böngésző alapból tartalmazza

A teljes Exif adatlista kiolvasásához használható az önállóan futtatható ExifTool, ami Perl-t használ a futásához, így bármely, Perl-t futtató platformon használható.
Az AmigaOS/MorphOS platform SView5 programja az említett funkciók többségét tartalmazza.

## Példa

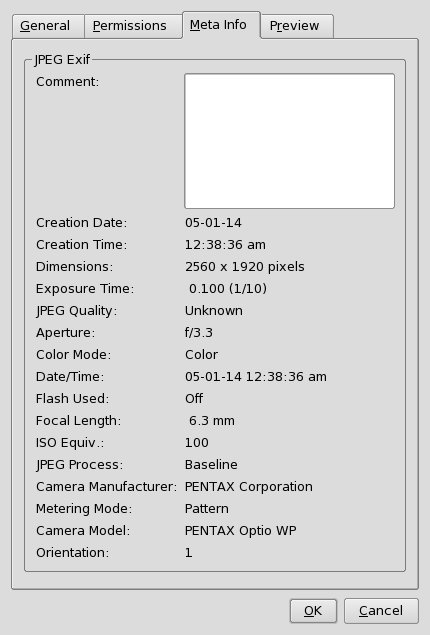
A Konqueror Exif adatokat jelenít meg

A táblázat egy tipikus digitális fényképezőgép által készített kép Exif adatait sorolja fel. A későbbi értékesítés szempontjából érdemes megjegyezni, hogy itt még hiányoznak a copyright információk, amiket a felhasználó a saját döntése alapján a képszerkesztés során kitölthet.
| Tag                       | Érték                  |
| ------------------------- | ---------------------- |
| Gyártó                    | CASIO                  |
| Modell                    | QV-4000                |
| Orientáció                | top - left             |
| Szoftver                  | Ver1.01                |
| Dátum és idő              | 2003:08:11 16:45:32    |
| YCbCr Positioning         | centered               |
| Compression               | JPEG compression       |
| x-Resolution              | 72.00                  |
| y-Resolution              | 72.00                  |
| Resolution Unit           | Inch                   |
| Exposure Time             | 1/659 sec.             |
| FNumber                   | f/4.0                  |
| ExposureProgram           | Normal program         |
| Exif Version              | Exif Version 2.1       |
| Date and Time (original)  | 2003:08:11 16:45:32    |
| Date and Time (digitized) | 2003:08:11 16:45:32    |
| ComponentsConfiguration   | Y Cb Cr -              |
| Compressed Bits per Pixel | 4.01                   |
| Exposure Bias             | 0.0                    |
| MaxApertureValue          | 2.00                   |
| Metering Mode             | Pattern                |
| Flash                     | Flash did not fire.    |
| Focal Length              | 20.1 mm                |
| MakerNote                 | 432 bytes unknown data |
| FlashPixVersion           | FlashPix Version 1.0   |
| Color Space               | sRGB                   |
| PixelXDimension           | 2240                   |
| PixelYDimension           | 1680                   |
| File Source               | DSC                    |
| InteroperabilityIndex     | R98                    |
| InteroperabilityVersion   | (null)                 |

## FlashPix kiterjesztés
Az Exif specifikáció tartalmazza az FPXR (FlashPix-Ready) információt, amit a JPEG fájl APP2 szegmensében tárolnak. Ez lehetővé teszi a meta-információk megőrzését az FPXR JPEG képek és a FlashPix képek közötti konverzió során. FPXR információkat csak néhány digitális fényképezőgép használ, például egyes Kodak és Hewlett-Packard típusok.
Példaként egy Kodak EasyShare V570 digitális fényképezőgép FPXR adatait mutatjuk be, amit egy JPEG képfájlban tárol:
| Tag                     | Érték                                                        |
| ----------------------- | ------------------------------------------------------------ |
| Code Page               | 1200                                                         |
| Used Extension Numbers  | 1                                                            |
| Extension Name          | Screen nail                                                  |
| Extension Class ID      | 10000230-6FC0-11D0-BD01-00609719A180                         |
| Extension Persistence   | Invalidated By Modification                                  |
| Extension Create Date   | 2003:03:29 17:47:50                                          |
| Extension Modify Date   | 2003:03:29 17:47:50                                          |
| Creating Application    | Picoss                                                       |
| Extension Description   | Presized image for LCD display                               |
| Storage-Stream Pathname | /.Screen Nail_bd0100609719a180                               |
| Screen Nail             | (124498 bytes of data containing 640x480 JPEG preview image) |

## Exif hangfájl
Az Exif specifikáció leírja a WAV hangfájlokban használt RIFF fájlformátumot, és sok adatot meghatároz, mint például: a művész neve, copyright, létrehozás dátuma, stb.
A következő táblázat egy Pentax Optio WP digitális fényképezőgép által rögzített WAV hangfájl Exif információit mutatja:
| Tag                | Érték                |
| ------------------ | -------------------- |
| Encoding           | Microsoft PCM        |
| Num Channels       | 1                    |
| Sample Rate        | 7872                 |
| Avg Bytes Per Sec  | 7872                 |
| Bits Per Sample    | 8                    |
| Date Created       | 2005:08:08           |
| Exif Version       | 0220                 |
| Related Image File | IMGP1149.JPG         |
| Time Created       | 16:23:35             |
| Make               | PENTAX Corporation   |
| Model              | PENTAX Optio WP      |
| MakerNote          | (2064 bytes of data) |

## MakerNote adatok
A MakerNote adatok a kép bizonyos adatait tartalmazzák, többnyire a gyártó által kódolt bináris formátumban. Ezek közül jó néhányat sikerült visszafejteni. A következő külső oldalakon ezek ismertetése bővebben olvasható:
- OZHiker: Agfa, Canon, Casio, Epson, Fujifilm, Konica/Minolta, Kyocera/Contax, Nikon, Olympus, Panasonic, Pentax/Asahi, Ricoh, Sony[8]
- Kamisaka: Canon, Casio, FujiFilm, ISL, KDDI, Konica/Minolta, Mamiya, Nikon, Panasonic, Pentax, Ricoh, Sigma, Sony, WWL[9]
- X3F Info: Sigma/Foveon[10]
- ExifTool: Canon, Casio, FujiFilm, JVC/Victor, Kodak, Leaf, Konica-Minolta, Nikon, Olympus/Epson, Panasonic/Leica, Pentax/Asahi, Ricoh, Sanyo, Sigma/Foveon, Sony[11]
- Olypedia: Olympus[12]

## Lásd még
- digitális fényképezőgép
- digitális fényképezés
- képszerkesztés
- képszerkesztő program
- szteganográfia
- fájlformátumok
- geotagging
- eXtensible Metadata Platform (XMP)
- Point of Interest (POI) fájl
- Design rule for Camera File system (DCF)
- International Press Telecommunications Council (IPTC)

## Külső hivatkozások
- EXIF.org Nem hivatalos támogató oldal Archiválva 2013. december 30-i dátummal a Wayback Machine-ben
- Exif 2.2 Specifikáció mint PDF vagy HTML
- Exif Print info on Cipa site
- Exif in the TIFF Tags Directory Archiválva 2017. október 11-i dátummal a Wayback Machine-ben
- Exif Dangers

## Fordítás
- Ez a szócikk részben vagy egészben  az   Exchangeable image file format című angol Wikipédia-szócikk ezen változatának fordításán alapul.  Az eredeti cikk szerkesztőit annak laptörténete sorolja fel. Ez a jelzés csupán a megfogalmazás eredetét és a szerzői jogokat jelzi, nem szolgál a cikkben szereplő információk forrásmegjelöléseként. (2008-04-20)